# Jeannine Mabunda Lioko
Jeannine Mabunda Lioko Mudiayi, née le 10 avril 1964 à Kinshasa, est une femme d'État de la république démocratique du Congo. Elle est ministre du Portefeuille de l'État entre le 5 février 2007 et le 6 avril 2012 dans les gouvernements Gizenga et Muzito. Elle est ensuite présidente de l'Assemblée nationale entre le 24 avril 2019 et le 10 décembre 2020.

## Biographie

### Carrière professionnelle
Avec une licence en droit obtenue à l'université catholique de Louvain et une licence spéciale en Sciences commerciales de l’Institut catholique des hautes études commerciales (ICHEC) de Bruxelles, Jeannine Mabunda L. Mudiayi commence sa carrière professionnelle en 1988 à la Citibank Congo comme account officer, chargée des relations avec les grands comptes et analyste crédit.
De 1993 à 1995, elle supervise la direction commerciale de African System (ASYST). De 1997 à 2000, elle est conseillère au cabinet du gouverneur de la Banque centrale du Congo (BCC) et participe, à ce titre, aux négociations trimestrielles FMI/Banque mondiale et BCC à Washington et Paris. En 2002, elle est nommée administratrice-déléguée générale (ADG) du Fonds de promotion de l’industrie (FPI). Au cours de ce mandat de cinq ans, le FPI se dote d’un nouveau siège social sur fonds propres et poursuit une politique de paiement régulier des salaires. Elle obtient aussi l’augmentation des interventions du FPI en faveur des entreprises, l’amélioration du taux de recouvrement des prêts ainsi que la réduction du déficit.

### Carrière politique

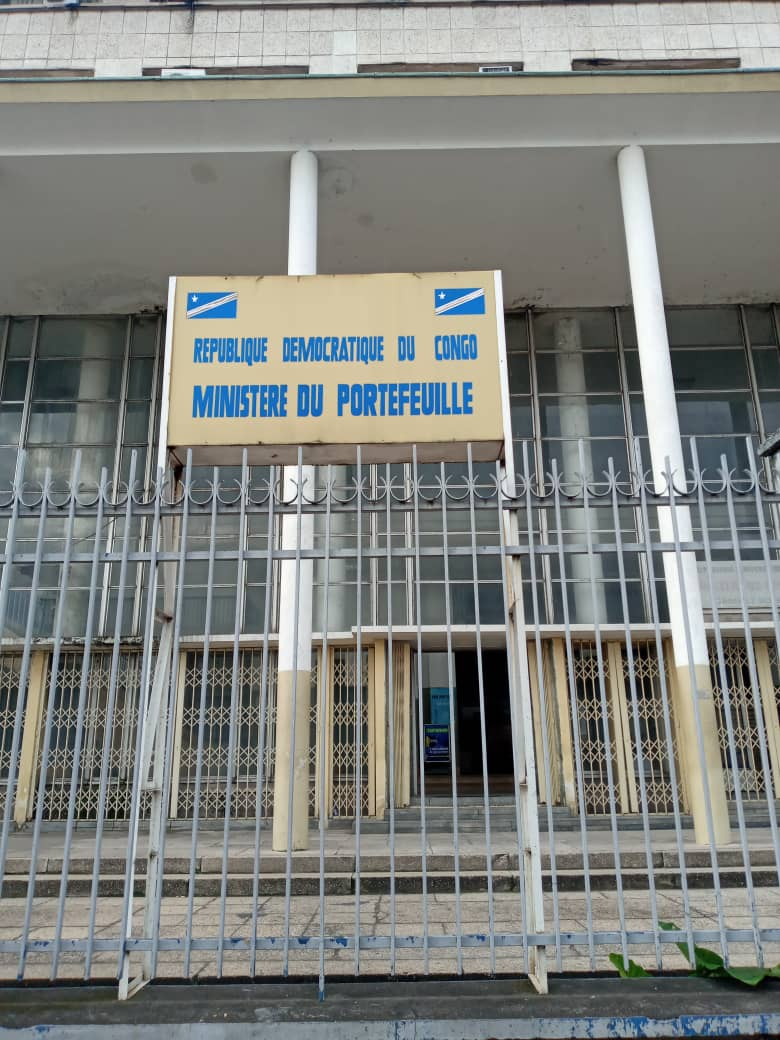
Siège du ministère du Portefeuille à Kinshasa.

Le 5 février 2007, elle est nommée ministre du Portefeuille de l’État, chargée notamment de la réforme des entreprises publiques.
Puis le 9 juillet 2012, le président Joseph Kabila la nomme conseillère spéciale en matière de lutte contre les violences sexuelles, loin des sujets dans lesquels elle a exercé ses précédentes activités, et dans un domaine où la république démocratique du Congo a mauvaise réputation.
Elle est élue députée en 2011 et réélue en 2018. Le 24 avril 2019, elle est élue présidente de l'Assemblée nationale pour la troisième législature de la troisième République, succédant à Aubin Minaku. Elle est élue sur le ticket FCC-Cach, la coalition de l'ancien président Kabila et celle de son successeur Félix Tshisekedi. Elle a pour premier vice-président Jean-Marc Kabund (destitué le 26 mai 2020), président du parti présidentiel l'Union pour la démocratie et le progrès social.
Elle est à son tour déchue de son poste de présidente de l'Assemblée nationale et, avec elle, tout son bureau, le 10 décembre 2020, à la suite d'une pétition qui a recueilli 250 signatures. Celle-ci a été initiée par des députés de l'opposition et de la majorité (FCC-CACH). Sur les 483 votants, 281 ont voté pour sa déchéance contre 200 votes contre, un bulletin nul et une abstention.
Sa déchéance intervient alors qu’il y a des sérieuses tensions entre les partenaires de la coalition FCC-CACH.
Le président Félix Tshisekedi, qui a toujours dénoncé les blocages de la part de ses partenaires du FCC, avait annoncé le 6 décembre précédent la fin de la coalition FCC-CACH. Il a promis de nommer un informateur en vue d’identifier une nouvelle majorité parlementaire.